# Synagoga Szomre-Szabos w Czeskim Cieszynie

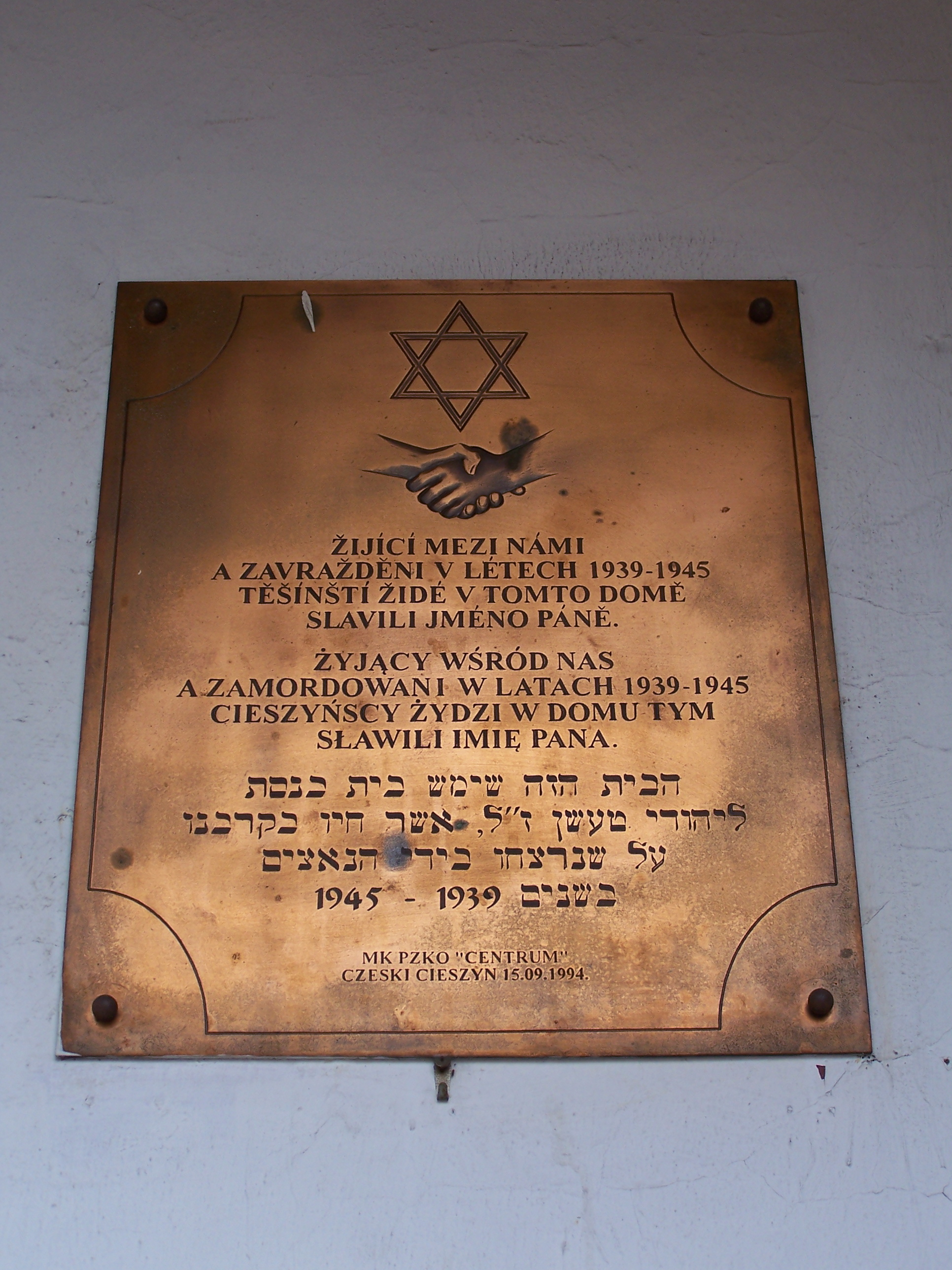
Tablica pamiątkowa

Synagoga Szomre-Szabos w Czeskim Cieszynie (z hebr. „Strażnicy Szabatu”) – prywatna synagoga znajdująca się w Czeskim Cieszynie, przy ulicy Bożka 16.

## Historia
Koncepcje budowy synagogi narodziły się w latach 20. XX wieku, kiedy to okazało się, że bożnica przy ulicy Ruchu Oporu 4 nie mogła pomieścić wystarczająco dużo wiernych, którzy należeli do stowarzyszenia Szomre-Szabos. Wkrótce stowarzyszenie nabyło działkę pod budowę nowej bożnicy.
W 1928 roku rozpoczęto budowę synagogi i w tym samym roku w szybkim tempie ją ukończono. Plany bożnicy wykonał cieszyński architekt i budowniczy Eduard David, a budową kierowała firma Josefa Noska i Adolfa Richtera. Całkowity koszt budowy wyniósł 280 koron czechosłowackich. W 1935 roku stowarzyszenie Taharas Jisroel urządziło w synagodze mykwę. 
Podczas II wojny światowej synagoga nie została spalona przez hitlerowców gdyż stała w jednym ciągu z innymi kamienicami, co groziło by gwałtownym rozproszeniem ognia. Mimo że hitlerowcy nie spalili bożnicy, to doszczętnie zdewastowali jej wnętrze, w którym utworzyli skład rekwizytów miejscowego teatru. 
Po wojnie w 1945 roku synagoga wznowiła działalność religijną i służyła jako synagoga odrodzonej gminy wyznaniowej żydowskiej w Czeskim Cieszynie oraz odrodzonego Szomre-Szabos. W 1948 roku w synagodze odbyło się ostatnie nabożeństwo, a nią kierujący Natan Bergman wyjechał do Izraela, zabierając ze sobą rodzinne zwoje Tory.
Od tego czasu budynek dawnej bożnicy stał opuszczony i niszczał. W 1967 roku został sprzedany polskiej organizacji polonijnej „Polski Związek Kulturalno-Oświatowy”, który urządził w synagodze swoją siedzibę. 15 września 1994 roku odsłonięto tablicę pamiątkową z napisami w trzech językach: czeskim, polskim oraz hebrajskim. Upamiętnia ona społeczność żydowską Czeskiego Cieszyna, która modliła się w tej bożnicy. Dawną salę modlitewną wynajmuje obecnie zbór „Agape” Kościoła Apostolskiego.

## Architektura
Murowany, trójkondygnacyjny budynek synagogi wzniesiono na planie prostokąta, w stylu eklektyczno-mauretańskim. Ze względu na swoją charakterystyczną architekturę bardzo wyróżniała się wśród sąsiednich kamienic. Na poziomie podwyższonego parteru znajdowały się prostokątne, a na wysokości piętra półokrągłe zakończone okna, posiadające bardzo bogate mauretańskie obramowania z gzymsami. Wewnątrz znajdowała się średniej wielkości sala modlitewna o wymiarach 14 na 9 metrów. Na małym podwyższeniu na wschodniej ścianie znajdował się piękny Aron ha-kodesz, a przed stała bima. Na wysokości piętra znajdowały się galerie dla kobiet, obiegające salę modlitewną z trzech stron.
Cała synagoga mogła pomieścić około 250 modlących się, około 150 mężczyzn i około 100 kobiet.